# Vlag van Duurswold

Vlag van Duurswold
(1979-1986)

De vlag van Duurswold is in 1979 vastgesteld als de vlag van het boezemwaterschap Duurswold. De vlag kan als volgt worden beschreven:
Drie horizontale banen van blauw, wit en zwart in de verhouding 3:2:1, aan de broeking een verticale gele baan van 1/3 van de vlaghoogte.
Het ontwerp van de vlag is van de hand van J.A. de Boo. De vlag is afgeleid op het wapen.
Vanaf 1986 is de vlag niet langer als de vlag van deze waterschap in gebruik omdat het waterschap Duurswold in het nieuwe waterschap Eemszijlvest op is gegaan.

## Symboliek
De gele broeking symboliseert de diepte van de bodem waarin het waterschap lag. Het laagste punt was zo'n −1,28 m. diep. Dat is het diepste punt in de provincie Groningen.
De kleuren blauw, wit en zwart is een vereenvoudigde weergave van het wapen van de hoofdelingenfamilie Fraeylema, als verwijzing naar de heren van Slochteren die op de Fraeylemaborg woonden. De heer was hoofd van enige schepperijen, waaronder het grondgebied van het waterschap Duurswold viel.

## Verwante afbeeldingen

Wapen van Duurswold

Aa en Maas · Amstel, Gooi en Vecht · Brabantse Delta · Delfland · De Dommel · Drents Overijsselse Delta · Fryslân · Hollands Noorderkwartier · Hollandse Delta · Hunze en Aa's · Limburg · Noorderzijlvest · Rijn en IJssel · Rijnland · Rivierenland · Scheldestromen · Schieland en de Krimpenerwaard · De Stichtse Rijnlanden · Vallei en Veluwe · Vechtstromen · Zuiderzeeland
Voormalige waterschappen: 
De Aa · De Aarlanden · Alblasserwaard en de Vijfheerenlanden · De Alm · Amelander Grieën · Amstel- en Gooiland · Amstelland · Boarn en Klif · De Bovenvecht · Drentse Aa · Duurswold · Eemszijlvest · Goeree-Overflakkee · Gouwelanden · Groot Maas en Waal · Groot-Haarlemmermeer · Groot-Waterschap van Woerden · Groote Waard · Haarlemmermeerpolder · Hulster Ambacht · IJsselmonde · Krimpenerwaard · Land van Heusden en Altena · Het Lange Rond · Lauwerswâlden · Leidse Rijn · Linge · De Maaskant · Het Maasterras · Mark en Dintel · Marne-Middelsee · Meer en Woude · De Middelsékrite · De Nederwaard · Noord-Beveland · Noord- en Zuid-Beveland · Noord-Limburg · Noord-Veluwe · Noordhollands Noorderkwartier · Noordoostpolder · Noordwoude · Oldambt · Oude IJssel · De Overwaard · De Proosdijlanden · Purmer · Regge en Dinkel · De Runde · Salland · Schermer · Schieland · De Schipbeek · Schouwen-Duiveland · Sevenwolden · De Stellingwerven · Tholen · Tusken Waed en Ie · Uitwaterende Sluizen in Kennemerland en West-Friesland · De Vechtlanden · De Vier Noorder Koggen · Het Vrije van Sluis · De Waadkant · Walcheren · Waterland · De Waterlanden · Westergo's IJsselmeerdijken · Westerkwartier · Westfriesland · Wilck en Wiericke · Wilhelminapolder · Zuiveringschap Limburg